# NK Fojnica
NK Fojnica (u nekim izvorima HNK Fojnica) je bivši bosanskohercegovački nogometni klub iz Fojnice.

## Povijest
Klub je osnovan u ožujku 1995. godine. Prvi predsjednik bio je Branko Stanić, a tajnik Jakov Gavran. Po osnutku utakmice su igrali u Kreševu, a trenirali na nedovršenom igralištu Ravnice u Bakovićima u fojničkoj općini. U to vrijeme imali su 63 aktivna nogometaša u pionirskoj, juniorskoj i seniorskoj konkurenciji.
Tijekom 1990-ih su u dva navrata igrali u  Drugoj ligi Herceg-Bosne Srednja skupina, prvi put u sezoni 1995./96. kada osvajaju sedmo mjesto. U sezoni 1997./98. odustali su od natjecanja u županijskoj nogometnoj ligi.